# Lepthyphantes alpinus
Lepthyphantes alpinus este o specie de păianjeni din genul Lepthyphantes, familia Linyphiidae. A fost descrisă pentru prima dată de James Henry Emerton în anul 1882. Conform Catalogue of Life specia Lepthyphantes alpinus nu are subspecii cunoscute.